# Jeptha D. New
Jeptha Dudley New, född 28 november 1830 i Vernon i Indiana, död 9 juli 1892 i Vernon i Indiana, var en amerikansk politiker (demokrat). Han var borgmästare i Vernon 1852–1854 och ledamot av USA:s representanthus 1875–1877 samt 1879–1881.
New ligger begravd på Vernon Cemetery i Vernon i Indiana.